# آرتا دوبروشی
آرتا دوبروشی (به انگلیسی: Arta Dobroshi) (زاده ۲ اکتبر ۱۹۸۰) یک بازیگر کوزوویی است. او اولین بازیگر زن در تاریخ کوزوو است که بر روی فرش قرمز جشنواره فیلم کن، جشنواره بین‌المللی فیلم برلین و جشنواره فیلم ساندنس راه رفت و برای جایزه فیلم اروپا نامزد شده‌است.

## اوایل زندگی
آرتا دوبروشی در پریشتینا، یوگسلاوی با پدر و مادر آلبانیایی کوزوو متولد شد. وی در مدرسه ابتدایی هنرهای نمایشی تحصیل کرد و در آکادمی هنرهای بازیگری و البته درام در پریشتینا به مدت چهار سال حضور داشت. او در بسیاری از فیلم‌های کوتاه و نمایشنامه‌های تئاتر در حالی که یک دانش آموز بود، ستاره دار شد. هنگامی که آرتا پانزده ساله بود، او در یک برنامه تبادل دانشجو به آمریکا، جایی که او در نمایشنامه درام ستاره دار شد، رفت. دوبروشی دارای اخلاق کاری قوی بود، همچنین وی برای تمرین یک نقش در هشت ساعت یا بیشتر در روز شناخته شده بود. پس از اولین سال‌های آکادمی وی، جنگ کوزوو تشدید یافت و پدربزرگ و مادربزرگ دوبروشی توسط مقامات صربستان برای تلاش برای بازکردن یک دانشگاه آلبانیایی زبان زندانی شدند. در سال ۱۹۹۹، سربازان صربی به پریشتینا حمله کرده و آتش گشودند و تقریباً تمام مشتریان، از جمله یکی از استادان دوبروشی در آکادمی پریشتینا هنر و یک بازیگر با او دوستان بود کشتند. هنگامی که اسلوبودان میلوشویچ، رئیس‌جمهور صربستان در اکتبر سال ۲۰۰۰ استعفا داد، دوبروشی کار خود را در اردوگاه پناهندگان ترک و یک مترجم برای ناتو شد.

## حرفه
پس از دوره جنگ، وی نقشی در تئاترهای محلی و فیلم نامه، و همچنین یک نقش پیشرو در محصول ساخت آلمان-آلبانیای برنده جایزه چشم سحر و جادو (۲۰۰۵) شد.

### سکوت لورنا
در حالی که در سارایوو در حال انجام یک بازی در بوسنی بود، دوبروشی با برادران داردن که او را ریخته‌گری بازکردن در کوزوو برای سکوت لورنا ارائه شد.
دو هفته پس از نقش آفرینی، دوبروشی توسط برادران داردن برای رفتن به بلژیک و انجام دو صحنه در فرانسه با ژرمی رنیر دعوت شد.
دوبروشی در فیلم برادران داردن، سکوت لورنا مورد توجه رسانه‌های بین‌المللی قرار گرفت و به شهرت جهانی رسید.

## فیلم‌شناسی
| سال  | عنوان                   | نقش            | پی‌نوشت |
| ---- | ----------------------- | -------------- | --- |
| ۲۰۱۳ | میترویکا                |                | |
| ۲۰۱۳ | یک روز سرد              |                | |
| ۲۰۱۲ | سه جهان (فیلم)          | ورا            | |
| ۲۰۱۲ | مادر                    | فاتمیره        | |
| ۲۰۱۱ | عزیزم                   | آمیرا          | جشنواره جایزه بهترین بازیگر زن 24FPS بین‌المللی فیلم کوتاه                                                                                                   |
| ۲۰۰۸ | سکوت لورنا (سکوت لورنا) | لورنا          | جایزه بهترین بازیگر نقش مکمل زن نامزدی اروپایی فیلم بهترین بازیگر زن نامزد جوایز فیلم تورنتو منتقدان انجمن جشنواره فیلم کن بهترین بازیگر نقش مکمل زن نامزدی |
| ۲۰۰۷ | ورا                     | آرتان مینارولی | ورا |
| ۲۰۰۶ | غم و اندوه خانم اشنایدر | اما            | |
| ۲۰۰۵ | چشم جادویی              | ویولا          | جشنواره فیلم اسکوپیه بهترین بازیگر زن |

## زندگی شخصی
دوبروشی به انگلیسی و فرانسوی تسلط دارد، و به مقدونی آشناست.